# NGC 1144

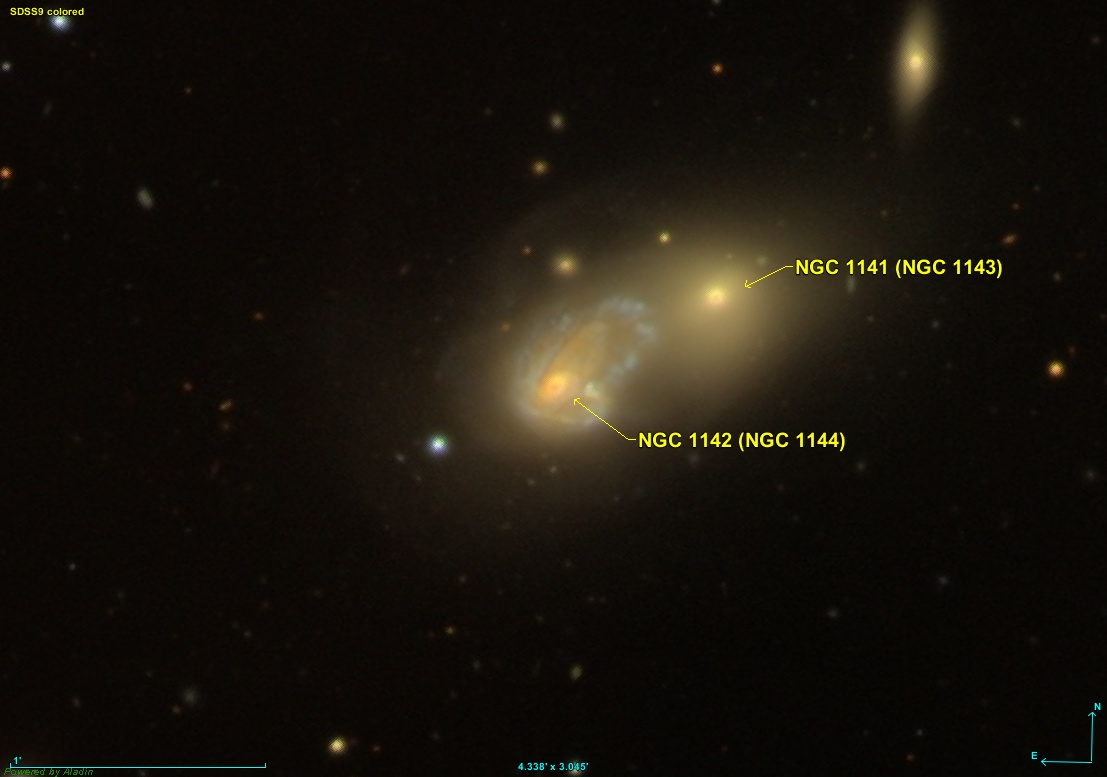
تم تصوير NGC 1142 و NGC 1141 بواسطة مسح Sloan الرقمي للسماء

NGC 1144

NGC 1144 في الفهرس العام الجديد، هي مجرة، تقع في كوكبة قيطس. اكتشفت في 5 أكتوبر 1864 بواسطة إدوارد ستيفان.

## روابط خارجية
- NGC 1144 على موقع ويكي سكاي: DSS2, SDSS, GALEX, IRAS, Hydrogen α, X-Ray, Astrophoto, Sky Map, Articles and images